# Wenn das Glück kommt, muss man ihm einen Stuhl hinstellen
Wenn das Glück kommt, muss man ihm einen Stuhl hinstellen ist ein Jugendroman der deutschen Schriftstellerin Mirjam Pressler, der im Jahr 1994 beim Verlag Beltz und Gelberg veröffentlicht wurde.

## Inhalt
Die 12-jährige Halinka, ein jüdisches Mädchen aus Polen, das von seiner Mutter vernachlässigt wurde, lebt in einem deutschen Waisenheim. Die einzige Person, zu der sich das Mädchen hingezogen fühlt, ist ihre Tante Lou, die sie immer dann besuchen kann, wenn sie von ihrer Tante das Fahrgeld geschickt bekommt. Am liebsten hält sich Halinka an ihrem Geheimplatz im Kofferspeicher auf, wo sie in einem Tagebuch kleine Lebensweisheiten wie beispielsweise den Titel des Romans notiert.
Mit den anderen Mädchen des Heims versteht sie sich nicht besonders gut, sie ist lieber allein und hat im Lauf der Jahre gelernt, Ärger aus dem Weg zu gehen, indem sie ihre Gefühle im Zaum hält. Immer gelingt dies allerdings nicht und so mündet eine beleidigende Bemerkung ihrer Zimmerkollegin Elisabeth in einem blutigen Kampf. Nur zögerlich öffnet sich Halinka und teilt ihre Gefühle und Geheimnisse mit Renate, einer weiteren Außenseiterin im Waisenheim, die schließlich ihre Freundin wird.
Im Zentrum der Geschichte steht eine karitative Sammelaktion für das Müttergenesungswerk, für die die jungen Heimbewohnerinnen mit Sammelbüchsen ausrücken und darum wetteifern, wer das meiste Geld erzielt. Halinka täuscht mittels Kohle schwarze Augenringe vor, um dadurch die Spendierfreudigkeit der Menschen zu erhöhen. Der Trick funktioniert und obwohl Halinka zehn Mark aus ihrer Sammelbüchse entwendet, um damit Tante Lou besuchen zu können, hat sie die größte Summe gesammelt und gewinnt dafür einen Preis – einen Ausflug in den Schlosspark von Schwetzingen, inklusive Eis und Abendessen in einem Restaurant.
Die geklauten 10 Mark und das Fahrgeld, das Tante Lou schließlich in einem Brief schickt, reichen am Ende des Romans dazu, dass Halinka ihre Tante gemeinsam mit ihrer Freundin Renate besuchen kann.

## Rezeption
Das Aargauer Tagblatt schreibt über Wenn das Glück kommt, muss man ihm einen Stuhl hinstellen: „Ein in seiner Feinfühligkeit und Innigkeit, in seinem Humor, gerade in seiner fehlenden Moral zutiefst menschliches Buch für junge Menschen, die ja alle immer ein wenig allein sind.“ Elisabeth Bauschmid schreibt in der Süddeutschen Zeitung: „Um das tiefe Misstrauen eines verlassene Kindes geht es in dem Roman; ums Sichbehaupten in einer Welt, die nicht freundlich ist zu Kindern, in der man kämpfen muss, um nicht unterzugehen, und mit Zuneigung oder Hoffnung geizig haushält, damit man am Ende nicht reinfällt. Weshalb Halinka auch Distanz hält zu Renate, die nachts im Schlafsaal so oft vor sich hin weint. Denn was nützt eine Freundin, die nicht stark ist im Heim, wo nur der Starke Recht hat. O ja, sie kennt sich aus, diese Zwölfjährige, und sie ist so wenig gut, wie die Welt wenig gut ist. Und so wird sie also auch zehn Mark klauen aus der vollen  Sammelbüchse.“

## Besonderheiten
Für den Roman hat Mirjam Pressler länger Zeit gebraucht: Er wurde 1994 veröffentlicht und war nie geplant, er entstand aus einer  Kurzgeschichte heraus. Die Autorin wuchs selbst elternlos auf und versteht es daher nur zu gut, sich in die Lage ihrer Protagonisten zu versetzen.

## Auszeichnungen
1995 erhielt Mirjam Pressler für Wenn das Glück kommt, muss man ihm einen Stuhl hinstellen den Deutschen Jugendliteraturpreis sowie den Züricher Kinderbuchpreis.

## Referenzen
Wenn das Glück kommt, muss man ihm einen Stuhl hinstellen ist in dem literarischen Nachschlagewerk 1001 Kinder- und Jugendbücher – Lies uns, bevor Du erwachsen bist! für die Altersstufe 8+ Jahre enthalten. Der Roman ist außerdem in der Liste der 50 Lieblingsbücher zum Vorlesen und Selberlesen in der Jungen Bibliothek der Süddeutsche Zeitung enthalten.

## Ausgaben
- Mirjam Pressler: Wenn das Glück kommt, muss man ihm einen Stuhl hinstellen. Beltz und Gelberg, Weinheim und Basel 1994.